# Leif Petersen
Leif Petersen (født 11. december 1934 i Hellerup, død 10. februar 2025) var en dansk dramatiker og forfatter.
Petersen debuterede med dramastykket Jævndøgn, der blev opført i radioen 26. april 1963. Han instruerede også TV-føljetonen Fiskerne efter Hans Kirks roman for DR. Serien sendtes i 1977.
Leif Petersens skuespil findes bevaret i Dramatisk Bibliotek på Det Kongelige Bibliotek.

## Anerkendelser
- 1968: Statens Kunstfond – 3-årigt stipendium
- 1969: Nordisk Radiospilpris
- 1970: Otto Benzons Forfatterlegat
- 1970: Danske Dramatikeres Hæderspris
- 1981: Adam Oehlenschläger Legatet
- 1987: Dansk Blindesamfunds Radiospilpris
- 2005: Statens Kunstråd – Arbejdslegat